# Aristodemus (Messeniër)
Aristodemus (Grieks: Ἀριστοδῆμος / Aristodêmos) was een legendarische leider van de Messeniërs tijdens de Eerste Messenische Oorlog. Wat we over hem weten behoort meer tot de legenden dan tot de geschiedenis.
Wanneer de Spartanen het overwicht begonnen te krijgen tijdens die aanslepende oorlog, en veel Messeniërs gesneuveld waren, trok hij zich met de overgebleven soldaten terug in een versterkte plaats op de Ithome-berg. Toen zij het orakel raadpleegden, kregen de Messeniërs een onheilspellend antwoord: zij hoefden niet op een overwinning te hopen, vooraleer zij een jong meisje uit een der voornaamste families geofferd hadden. Aristodemos hield zoveel van zijn vaderland, dat hij zonder aarzelen zijn eigen dochter aan de goden offerde.
Toen de Spartanen vernamen wat er gebeurd was, sloten zij meteen een bestand, want zij vreesden dat het orakel weleens gelijk zou kunnen krijgen. Maar een tijdje later ondernamen zij weer een poging om de Messeniërs uit hun vesting te verdrijven, en daarbij kwam de koning van Messenië om het leven. Aristodemus werd, omwille van zijn verdienste, als zijn opvolger gekozen. In het vijfde jaar van zijn regering slaagde hij er eindelijk in de Spartanen uit Messenië te verdrijven.
Vanaf dat ogenblik zag Aristodemus allerlei kwade voortekenen. Het ergst van al was dat zijn dochter hem in een droom verscheen en hem te kennen gaf dat hij niet lang meer zou leven. Hij geloofde toen dat niet alleen hij, maar ook zijn volk ten onder zou gaan, en dat zijn dochter tevergeefs was geofferd. Vol wanhoop en wroeging benam hij zich het leven op haar graf. Na zijn dood konden de Spartanen de Messeniërs uit hun vesting verdrijven en de stad met de grond gelijk maken…